# Batalha de Cirta
A Batalha de Cirta foi uma batalha travada entre as forças combinadas da República Romana, comandadas pelo general Caio Lélio, e dos númidas massílios, comandados pelo rei Massinissa, contra os númidas masésilos, liderados pelo rei Sífax, aliado de Cartago na Segunda Guerra Púnica. A vitória dos romanos garantiu que Massinissa assumisse definitivamente o comando do Reino da Numídia, privando os cartagineses de seu principal aliado na guerra.

## Batalha
Por ordem de Públio Cornélio Cipião (futuro "Africano"), Lélio e Massinissa perseguiram Sífax em seu recuo até sua capital, Cirta, depois da derrota na Batalha das Grandes Planícies. Depois de alistar novas tropas entre seus súditos, Sífax marchou para enfrentar seus perseguidores numa batalha campal, organizando suas tropas seguindo o modelo romano, uma tentativa de copiar as sucessivas vitórias de Cipião. Numericamente, o exército de Sífax era equivalente ao romano, mas não tinha treinamento algum. O primeiro encontro entre as duas forças foi entre as duas cavalarias e, apesar do intenso combate inicial, quando a disciplinada infantaria romana marchou para preencher as lacunas da cavalaria, os inexperientes soldados de Sífax se apavoraram e fugiram. O rei, vendo seu exército desmoronar, tentou inspirar seus soldados cavalgando até a linha de frente, mas acabou sendo derrubado de seu cavalo e capturado.
Os romanos marcharam até Cirta e conquistaram-na sem dificuldade quando mostraram o rei prisioneiro. A posição de Cipião na África foi assegurada e apenas a chegada de Aníbal, reconvocado da Itália depois da derrota nos Grandes Campos, ainda impedia o fim da guerra, que viria em 202 a.C. com a vitória romana na Batalha de Zama.